# 등 문공
등 문공은 춘추전국시대 등나라의 군주이다. 맹자에 그에 관한 기록이 있다. 등정공의 아들이다. 세자 시절 연우를 보내 맹자에게 물었고, 등정공이 죽자 뒤를 이어서는 맹자에게 도움을 청하기도 했다.